# Angelmusic
Angelmusic ist ein Plattenlabel. Bei Angelmusic erscheinen CDs mit Filmmusik von Hans Engel und Musikproduktionen aus den Bereichen Film, Rock, Pop, Jazz und Klassik anderer Musiker. Hans Engel meldete das Label 2006 bei der GVL an. Der Labelcode lautet LC 15581.

## Veröffentlichungen
- 2006: Hans Engel – Die Rockies
- 2007: Hans Engel – Filmmusik III
- 2007: Hans Engel – Karelien – Das Kreuz des Nordens
- 2010: Hans Engel – Wunderwelten
- 2011: Hans Engel – Traumküste Algarve
- 2012: Hans Engel – Lullabies of the World
- 2012: Shaked Duo – Dance Preludes
- 2013: Facundo Barreyra – Geschichte eines Reisenden Bandoneons
- 2015: Morgana Moreno & Marcelo Rosário – Miscellaneous
- 2016: Harry Unte / Thomas Oldenburg – DUO .. auf das Ende der Zeiten
- 2016: Hans Engel – Transoceânica
- 2020: Die Düsen – Na dann
- 2022: Hans Engel – Verkehrswende – Metropolen in Bewegung
- 2023: Skoteenas – Tunes for Twangoloids